# Malaisemyia schmidiana
Malaisemyia schmidiana is een tweevleugelige uit de familie Pediciidae. De soort komt voor in het Oriëntaals gebied.